# De Rietvink (windmolen)
De Rietvink is een achtkante bovenkruier bij de plaats Nijetrijne in het natuurgebied Rottige Meente aan het kanaal de Scheene bij de Scheenesluis.

## Geschiedenis
De windmolen werd in 1855 gebouwd en vervulde tot 1964 de functie van poldermolen, waarna De Rietvink als vakantiewoning werd ingericht. Van 2009 tot 2010 is de molen gerestaureerd, waarbij ook de omgeving is aangepakt: de bomen en struiken in de directe nabijheid van de Rietvink zouden anders de windvang belemmeren. Ook de waterloop is hersteld. Sinds juni 2010 is de poldermolen weer maalvaardig. In 2014 is de molen te koop gezet. In 2018 is de molen verkocht en hebben de nieuwe molenaars een nieuw theehuis naast de molen gebouwd. Deze theetuin is in 2021 geopend.
De andere molen in de Rottige Meente is De Reiger.